# Jim Brown (1936–2023)
James Nathaniel "Jim" Brown, född 17 februari 1936 i St. Simons i Georgia, död 18 maj 2023 i Los Angeles i Kalifornien, var en amerikansk amerikansk fotbollsspelare och sedermera skådespelare. Brown spelade för Cleveland Browns i National Football League (NFL) från 1957 till 1965. Strax innan hans fotbollskarriär avslutades blev Brown skådespelare och kom att spela flera huvudroller under 1970-talet.

## Filmografi i urval
- 1967 – 12 fördömda män
- 1968 – Sista tåget från Katanga
- 1968 – Polarstation Zebra svarar ej
- 1968 – För helvete, Mac!
- 1969 – Myteriet i statsfängelset
- 1970 – Sheriff i het stad
- 1970 – Ung, vild och galen
- 1970 – El Condor
- 1972 – Våldets man
- 1972 – Maffians redskap
- 1973 – Slaughter slår till
- 1973 – Flykten från Djävulsön
- 1975 – Den våldsamma flykten
- 1977 – Hämnd till varje pris
- 1979 – Blodigt helvete i Stilla Havet
- 1984 – Nattens riddare (TV-serie)
- 1986 – The A-Team (TV-serie)
- 1987 – The Running Man
- 1989 – L.A. Heat
- 1996 – Mars Attacks!
- 1998 – Små soldater (röst)
- 1999 – Any Given Sunday
- 2004 – Soul Food (TV-serie)
- 2004 – She Hate Me